# Personaggi minori di Dampyr
Questa voce raccoglie i personaggi minori del fumetto italiano Dampyr.

## Alleati

### Anton
- Prima apparizione: Dampyr n.6

Ex-membro dello SWAPO e poliziotto della Namibia, ha aiutato, insieme al Maggiore e a Kuno, Harlan e compagni a distruggere il dominio di Jan Vathek, ma solo perché agli ordini di un altro Maestro della Notte, Omulù. Una volta resosi conto della natura malvagia di colui che stava servendo, si è schierato apertamente contro di lui, riconciliandosi con Harlan e i suoi ex compagni di lotta.

### Arno Lotsari
- Prima apparizione: Dampyr n.14

Finlandese, è un volontario del Medical Team, organizzazione non governativa che si occupa di fornire assistenza medica gratuita nelle zone più povere del mondo. Si è rivelato più volte di grande aiuto per Harlan Draka e compagni, fornendo loro supporto logistico e non solo in varie missioni nei più svariati angoli del pianeta. Varie volte è addirittura arrivato ad ingaggiare battaglia al loro fianco, suscitando così la disapprovazione del proprio superiore, il dottor Michel Dast, fortemente contrario ad ogni forma di violenza. È inoltre un gran conquistatore di donne (ogni volta che Harlan lo incontra, ha al suo fianco una diversa conquista).

### Charley "Wonder Boy"
- Prima apparizione: Dampyr n.15

Giovane bluesman che mira a ripercorrere le orme di Robert Johnson assieme all'amico Rainy Day; si imbatterà per caso nei membri vampirizzati della band "Swamp Lizards", venendo salvato da Harlan e Kurjak, aiutandoli a sua volta a neutralizzare il Maestro della Notte che li aveva vampirizzati, Legba.

### Kuno
- Prima apparizione: Dampyr n.6

Ex-membro dello SWAPO e poliziotto della Namibia, ha aiutato, insieme al Maggiore e ad Anton, Harlan e compagni contro Jan Vathek (in due occasioni) ed Omulù. Ha un debole per Tesla.

### Il Maggiore
- Prima apparizione: Dampyr n.6

Ex-membro dello SWAPO e poliziotto della Namibia, il cui vero nome non viene mai rivelato. Insieme agli agenti Anton e Kuno,ha aiutato Harlan e compagni contro Jan Vathek (in due occasioni) ed Omulù.

### Margarida
- Prima apparizione: Dampyr n. 40

Ex ribelle angolana dell'UNITA, è una bellissima ragazza meticcia, una delle tante conquiste amorose di Arno Lotsari. Dopo averlo conosciuto, è entrata anche lei nel Medical Team. Carattere molto sanguigno e combattivo, non esita a schierarsi per ben due volte con Harlan contro Jan Vathek.

### Michel Dast
- Prima apparizione: Dampyr n.14

Fondatore della organizzazione umanitaria Medical Team, si adopera per fornire assistenza medica gratuita nelle zone più povere del mondo. Fortemente contrario all'uso della violenza, non approvò dapprima i metodi di Harlan e compagni, ma infine, constatato con mano i frutti della loro azione, si è deciso a dare il suo supporto al terzetto.

### Ispettore Englund
- Prima apparizione: Dampyr n.8

Ispettore Capo della polizia di Friburgo. Aiuterà Harlan a salvare la vita di Sophie Mutter e a risolvere il mistero del grimorio De Profundis, in grado di evocare creature demoniache di un altro mondo.

### Nurdi Hutsanov
- Prima apparizione: Dampyr n.14

Capo dei ragazzi ceceni ribelli, cerca come può di resistere all'invasione, ma conscio della inevitabile fine a cui lui e gli altri andranno incontro. L'intervento di Harlan salva la situazione e Nurdi, assieme ai ragazzi più grandi dei suo "esercito", si uniranno ai partigiani di Lyoma Zabanov.

### Miklos Kurjak
- Prima apparizione: Dampyr n.11

Padre di Emil Kurjak, vive nel villaggio bosniaco di Traska. Parteciperà con Harlan e compagni nel raid nella sede bosniaca della Temsek.

### Mujaive
- Prima apparizione: Dampyr n.6

Veggente ex-collaborazionista contro gli indipendentisti dello SWAPO, divenuto in seguito custode di una ghost-town nel Damaraland, utilizza i suoi poteri per aiutare Harlan e i suoi amici a contrastare il dominio di Jan Vathek e di Omulù.

### Rainy Day
- Prima apparizione: Dampyr n.15

Pseudonimo di Danny Thompson, bluesman del Mississippi, venne "folgorato" sulla via del Blues quando conobbe da bambino il celebre Robert Johnson; ripercorrendo la storia di quest'ultimo aiuterà Harlan e i suoi amici ad arrivare a tiro del Maestro della Notte Legba.

### Tenente Poldark
- Prima apparizione: Dampyr n.3

Ufficiale di polizia del villaggio di Merwindale, in Cornovaglia. Assieme ad Harlan e Amber Tremayne affronterà il Maestro della Notte Kostacki nel parco di divertimenti abbandonato Sandcastle Arcade.

### Ringo Ravetch
- Prima apparizione: Dampyr n.4

Ex-commilitone di Kurjak ora al soldo della mafia russa. Nonostante abbia cercato di giustiziare il suo ex-compagno per ordine di Aleksey Kirilienko, si riscatterà uccidendo un non-morto rimasto vivo al seguito dello scontro fra Harlan e il branco di Grigor Vurdalak.

### Megan Ryan
- Prima apparizione: Dampyr n.14

Dottoressa del Medical Team e fedele collaboratrice di Michael Dast, dedica la sua vita all'assistenza dei malati nelle regioni infestate dalle guerre, non mancando di aiutare Harlan e compagni quando se ne presenta l'opportunità.

### Hans Senzaterra
- Prima apparizione: Dampyr n.9

Leader dei senzatetto che vivono nella metropolitana berlinese. Verrà aiutato da Harlan a fermare le uccisioni dei clochard ad opera del branco di Lamiah.

### Victor
- Prima apparizione: Dampyr n.10

Poeta anarchico parigino, è stato salvato molti anni addietro da un tentativo di suicidio da Araxe. In seguito, per riconoscenza, ha vegliato sul letargo vampiresco della sua salvatrice, fino a divenirne, dopo il risveglio, amante e fonte di sostentamento volontaria (Araxe ha rinunciato da secoli alla caccia).
Dopo il ritorno di Araxe in Bretagna, i due sono comunque rimasti in contatto, sempre pronti a fornire sostegno ad Harlan e compagni nelle loro missioni in Francia, fino a quando il poeta muore, stroncato da un tumore.

### Eric Wormann
- Prima apparizione: Dampyr n.8

Professore di filosofia all'Università di Friburgo. All'inizio sospetterà di Harlan Draka come esecutore di alcuni omicidi avvenuti in certe università tedesche, ma alla fine collaborerà con lui fornendogli anche una robusta copertura nei confronti della polizia. Verrà ucciso dai veri responsabili degli omicidi, il Professor Orker e il Professor Rendberg.

### Yuri
- Prima apparizione: Dampyr n.1

Ragazzino bosniaco che durante la guerra accompagnava Harlan in giro per i villaggi della zona quando questi, non sapendo ancora di essere un Dampyr, si spacciava per tale unicamente per racimolare qualche soldo. Venne in seguito trasformato in non morto dal Maestro Gorka, costringendo così Harlan ad ucciderlo.

### Lyoma Zabanov
- Prima apparizione: Dampyr n.14

Capo di un gruppo di partigiani Nakhce, soprannominato "Il Leone", aiuterà Harlan e compagni ad indagare su presunti casi di vampirismo nella regione.

## Nemici

### Dracula
- Prima apparizione: Dampyr n.9

Soprannome del capo di un gruppo di violenti neonazisti. Chiederà al Maestro della Notte Lamiah di trasformarlo in non-morto, venendo accontentato. Scontratosi con Harlan nei sotterranei della metropolitana di Berlino, cercherà di scappare, ma verrà ucciso dalla luce solare, in quanto Lamiah gli aveva fatto credere che non potesse fargli alcun male.

### Glovno
- Prima apparizione: Dampyr n.9

Lugubre non-morto braccio destro di Shrek. Verrà ucciso da Harlan nei sotterranei di Berlino.

### Golem
- Prima apparizione: Dampyr n.5

Mostro creato dal Rabbino Loew, viene evocato nuovamente dal mago Comenius, che spera di utilizzarlo per il dominio del mondo. Harlan lo eliminerà una volta per tutte, utilizzando il sangue di Dampyr per cancellare la scritta EMET incisa sulla nuca.

### Lonnie Grady
- Prima apparizione: Dampyr n.15

Pilota degli Swamp Lizards, moribondo a seguito di un incidente aereo, verrà vampirizzato dal Maestro della Notte Legba. Ottenuta la libertà assieme agli altri componenti del gruppo, si macchierà di alcuni omicidi, fino a compiere una irruzione in un locale malfamato all'interno del quale verrà ucciso da Kurjak.

### Don Harrison
- Prima apparizione: Dampyr n.15

Chitarrista degli Swamp Lizards, moribondo a seguito di un incidente aereo, verrà vampirizzato dal Maestro della Notte Legba. Ottenuta la libertà assieme agli altri componenti del gruppo, si macchierà di alcuni omicidi, fino ad organizzare un grande concerto nella palude, al seguito del quale deciderà assieme al resto della band di "andarsene" buttandosi nelle fiamme.

### Augustus Kemp
- Prima apparizione: Dampyr n.13

Seguace ed amante della strega Helena Morkov, le chiese di assumere l'identità delle creature demoniache oggetto dei loro riti, trasformandosi in un essere mostruoso. Feroce e sanguinario, ma in fondo tormentato dalle sue nuove sembianze, si lascerà uccidere da Harlan.

### Aleksey Kirilienko
- Prima apparizione: Dampyr n.4

Figlio di Konstantin Kirilienko, dopo il suo rapimento diverrà il capo della mafia moscovita. Dopo aver catturato Harlan per uno scambio di prigionieri col Maestro della Notte Grigor Vurdalak, che crede un semplice criminale, organizzerà un agguato per eliminare in un colpo solo suo padre e Vurdalak e rimanere l'unico capo della combinatzjia. Il piano fallirà e Aleksey verrà ucciso da suo padre, ormai trasformato in non-morto.

### Konstantin Kirilienko
- Prima apparizione: Dampyr n.4

Capo della mafia russa moscovita. Attirato con l'inganno in quello che crede un appuntamento "d'affari", verrà trasformato in non-morto dal Maestro della Notte Grigor Vurdalak. Morirà a causa dell'esposizione alla luce del sole.

### Mathias Kovash
- Prima apparizione: Dampyr n.11

Acerrimo nemico di Kurjak in gioventù, ora si è messo al servizio del Dottor Nemech, rastrellando i villaggi alla ricerca di cavie per il famigerato gas "Nemesis". Morirà ucciso da Kurjak nella sede bosniaca della Temsek.

### Leni Landau
- Prima apparizione: Dampyr n.8

Professoressa di storia dell'arte e una delle quattro custodi del grimorio De Profundis. Fedele collaboratrice del malvagio Professor Rendberg, durante un tentativo di servirsi del grimorio per aprire la Soglia Oscura, una dimensione parallela, acquisì la capacità di trasformarsi in arpia. Dopo aver rapito Sophie Mutter, verrà uccisa da Harlan all'interno del Duomo di Friburgo.

### Artemius Lomax
- Prima apparizione: Dampyr n.15

Batterista degli Swamp Lizards, moribondo a seguito di un incidente aereo, verrà vampirizzato dal Maestro della Notte Legba. Ottenuta la libertà assieme agli altri componenti del gruppo, si macchierà di alcuni omicidi, fino ad organizzare un grande concerto nella palude, al seguito del quale deciderà assieme al resto della band di "andarsene" buttandosi nelle fiamme. Fra tutti i vampiri del gruppo, è quello che mostra più dubbi sulla strada di sangue da loro intrapresa, ed è sempre lui che, accidentalmente finito in mezzo ad un incendio, deciderà di non salvarsi ed anzi incitando i suoi compagni ad unirsi a lui.

### Helena Morkov
- Prima apparizione: Dampyr n.13

Conosciuta anche col titolo di "Strega Regina", ha tentato di rapire più volte Ann Jurging al fine di assorbire i suoi poteri; stabilito il suo ultimo covo in un'isola sperduta del mare Egeo corrotta dal male, verrà uccisa da Ann e da Harlan una volta per tutte.

### Dottor Nemech
- Prima apparizione: Dampyr n.11

Spietato scienziato al servizio della Temsek bosniaca, è l'inventore del letale gas "Nemesis". A seguito dell'irruzione di Harlan e compagni nella fabbrica, scapperà con un potenziale compratore, in realtà il Maestro della Notte Lord Marsden, il quale lo ha probabilmente ucciso.

### Julius Orker
- Prima apparizione: Dampyr n.8

Professore di paleografia e diplomatica all'Università di Friburgo. All'apparenza di carattere mite e ingenuo, è in realtà un feroce esecutore degli ordini del collega Rendberg, allo scopo di ricostruire le quattro parti del grimorio De Profundis ed ottenere il controllo delle creature che abitano al di là della Soglia Oscura. Verrà ucciso dall'Ispettore Englund prima che riesca ad assassinare Sophie Mutter.

### Colonnello Lev Petrov
- Prima apparizione: Dampyr n.14

Capo delle forze di occupazione a Džochar, spietato e senza scrupoli, cerca in tutti modi di soffocare la resistenza della popolazione locale, coinvolgendo anche i membri del Medical Team là operanti. Verrà ucciso da Tesla quando tenterà di violentare la Dottoressa Megan Ryan, da lui "invitata" a cena nel suo accampamento.

### Stanko Radek
- Prima apparizione: Dampyr n.2

Sanguinario comandante del gruppo paramilitare della "Legione Nera", sarà trasformato in non-morto da Gorka; cercherà di eliminare Harlan col suo lanciafiamme, ma verrà ucciso nel tentativo.

### Klaus Rendberg
- Prima apparizione: Dampyr n.8

Professore di matematica all'Università di Friburgo. Il suo obiettivo è quello di riunire le quattro parti del grimorio di magia De Profundis in modo tale da avere il controllo assoluto sugli Antichi Dei, demoni provenienti da un'altra dimensione. Ad un primo tentativo, le sue gambe si trasformano in dei mostruosi tentacoli, dopo di che, ottenuto il testo completo del grimorio, riuscirà finalmente ad aprire la soglia, ma grazie all'intervento di Harlan, verrà risucchiato per sempre nell'altra dimensione.

### Rovich
- Prima apparizione: Dampyr n.11

Direttore della filiale bosniaca della Temsek, si serve della collaborazione del Dottor Nemech per la produzione del gas letale "Nemesis", da vendere a caro prezzo a organizzazioni terroristiche. Morirà, a seguito dell'intervento di Tesla, soffocato proprio dalla letale invenzione che aveva contribuito a creare.

### Roger Sheldon
- Prima apparizione: Dampyr n.15

Leader degli Swamp Lizards, moribondo a seguito di un incidente aereo, accetterà l'offerta del Maestro Legba di diventare un vampiro per sopravvivere. Ottenuta la libertà assieme ad altri componenti della band, si macchierà di alcuni omicidi, fino ad organizzare un grande concerto nella palude, al seguito del quale deciderà assieme al resto della band di "andarsene" buttandosi nelle fiamme.

### Bugsy Siegel
- Prima apparizione: Dampyr n.30

Ispirato al gangster americano Bugsy Siegel realmente esistito, è un non morto inizialmente al servizio del Maestro della Notte Ixtlán. Pur essendo un semplice non morto, è sicuramente uno degli avversari che hanno dato maggior filo da torcere ad Harlan Draka e compagni.
Ridotto in fin di vita nel 1947 da gangster rivali a Los Angeles, venne raccolto all'ultimo momento dal Maestro Ixtlán, che ne fece una creatura alle proprie dipendenze.
La prima volta che la sua strada si incrocia con quella del Dampyr è a Las Vegas, quando quest'ultimo si reca in Nevada per affrontare Ixtlán, intenzionato ad annientare la mafia locale per ottenere il controllo della città.
Pur raggiungendo tale obiettivo, Bugsy ed il suo creatore preferiscono non affrontare Harlan, che rincontrano tre anni dopo. Nello scontro decisivo all'interno dell'Area 51 Harlan riesce ad eliminare Ixtlàn, mentre Bugsy, pur reso cieco da Emil Kurjak, riesce a fuggire in Messico.
Tempo dopo viene contattato tramite Lena, una bellissima ragazza messicana, da Lord Marsden, alleato del defunto Ixtlán, che gli offre la restituzione della vista (inserendo in uno degli occhi di Bugsy un suo piccolo frammento organico), chiedendogli in cambio di eliminare il Dampyr. Bugsy accetta, ma nemmeno stavolta riesce ad uccidere Harlan. È anzi la sua Lena, di cui si mostra sinceramente innamorato, ad essere brutalmente assassinata da Jeff Carter.
Successivamente, da non morto senza padroni, Bugsy ha fatto ritorno a Los Angeles, dove è riuscito ad acquisire il controllo della Mara Salvatrucha ed intraprendere una nuova carriera criminale. Viene però nuovamente raggiunto da Harlan, che riesce ad eliminarlo definitivamente.

### Pierre "Astaroth" Tenardier
- Prima apparizione: Dampyr n.10

Occultista e non morto del branco di Verdier. Fu lui a fare conoscere a quest'ultimo il rituale oscuro che avrebbe dovuto donargli nuovi poteri e permettergli di dominare il mondo. Verrà ucciso da Harlan nella Casa di Sangue a Parigi.

### Trevor
- Prima apparizione: Dampyr n.3

Leader dei perdigiorno di Merwindale. Violento e xenofobo, crede che Harlan sia coinvolto nelle misteriose sparizioni avvenute nei pressi del villaggio. Morirà ucciso dalle emanazioni corporee del Maestro della Notte Kostacki.

### Cassie Wilson
- Prima apparizione: Dampyr n.15

Corista degli Swamp Lizards, a seguito dell'incidente aereo verrà vampirizzata da Legba, guadagnandosi poi la libertà assieme agli altri componenti della band. Dopo l'ultimo concerto organizzato al centro di una palude, deciderà assieme agli altri vampiri di suicidarsi gettandosi in mezzo al fuoco.

### Simon Zane
- Prima apparizione: Dampyr n.15

Pilota degli Swamp Lizards, moribondo a seguito di un incidente aereo, verrà vampirizzato dal Maestro della Notte Legba. Ottenuta la libertà assieme agli altri componenti del gruppo, si macchierà di alcuni omicidi, fino a compiere una irruzione in un locale malfamato all'interno del quale verrà ucciso da Harlan.

## Altri

### Leonard Bass
- Prima apparizione: Dampyr n.15

Tecnico del suono degli Swamp Lizards, si salverà dall'incidente aereo accaduto all'intero gruppo in trasferta; aperto un piccolo motel verrà costretto dai suoi ex-compagni vampirizzati a lasciare che si nutrano del sangue degli avventori. Verrà arrestato e malmenato dallo Sceriffo Harry Duquesne al fine di rivelare dettagli sulla presenza di Harlan e Kurjak nella Contea di Gillsburg.

### Vance Delormes
- Prima apparizione: Dampyr n.15

Bassista degli Swamp Lizards sopravvissuto all'incidente aereo capitato al gruppo, avendo però perso l'uso delle gambe. Recatosi ad abitare in una casa in mezzo alla palude dell'incidente, verrà contattato dal vecchio leader del gruppo, ora non-morto, Roger Sheldon, e si unirà a loro in un ultimo grande concerto. Quando gli ex-compagni del gruppo decideranno di morire in mezzo alle fiamme, Vance sceglierà di seguire la loro sorte.

### Istvan
- Prima apparizione: Dampyr n.1

Commilitone nella squadra di Emil Kurjak, dopo l'assalto del branco di Gorka guiderà il gruppo dei soldati che lasceranno il villaggio di Yorvolak. Verrà massacrato dai non morti durante il viaggio.

### Shawn Karver
- Prima apparizione: Dampyr n.9

Ex-commilitone e amante di Tesla nel gruppo rivoluzionario Le Tigri e ora rockstar di successo. Fu lui a tradire i suoi compagni di lotta denunciandoli alla polizia, e con i soldi della taglia incise il suo primo disco. Malato terminale di AIDS, viene trasformato in non morto dal fluido vitale di Shrek, grazie a Tesla, che ignora il suo tradimento. Una volta saputo del suo passato, quest'ultima lo ucciderà esponendolo alla luce del sole.

### Lajos
- Prima apparizione: Dampyr n.1

Appartenente alla squadra di Emil Kurjak e compaesano di Harlan, è lui che si ricorda del Dampyr e che lo chiama per uccidere i non-morti del branco di Gorka. Trasformato lui stesso in vampiro, verrà ucciso da Harlan.

### Benno Lantz
- Prima apparizione: Dampyr n.9

Ex-commilitone di Tesla nel gruppo rivoluzionario Le Tigri. Convinto da Shawn Karver a tradire i propri compagni, diverrà il manager di quest'ultimo; una volta che Shawn si ammalerà di AIDS, cercherà di sfruttare commercialmente la sua morte. Verrà ucciso da Tesla dopo aver raccontato i retroscena sul suo passato e quello di Shawn.

### Rabbi Loew
- Prima apparizione: Dampyr n.5

Rabbino di Praga realmente esistito, fabbricò il Golem, ma ne perse il controllo quando Nikolaus ne sostituì l'anima con quella di un assassino. Solo il sacrificio di sua moglie Miriam fece sì che il mostro tornasse inanimato.

### Lana Loring
- Prima apparizione: Dampyr n.15

Corista degli Swamp Lizards: sopravvissuta ad un incidente aereo ma sfigurata in volto, ora canta in piccoli locali malfamati del Mississippi; verrà uccisa da Cassie Wilson, altra corista della band vampirizzata da Legba e gelosa di lei.

### Mordechai Meisl
- Prima apparizione: Dampyr n.5

Ricco mercante di Praga e amico del Rabbino Loew. Impressionato dal sacrificio della moglie di Loew, Miriam, che diede la sua vita per fermare il Golem privo di controllo, si convertì al bene e lasciò ai poveri tutte le sue ricchezze, a discapito di Nikolaus che sperava di mettere le mani sulla sua eredità.

### Jan Mydlar
- Prima apparizione: Dampyr n.12

Boia di Praga nel XVII secolo, inizialmente dalla parte dei ribelli boemi, li tradì e li giustiziò. Parzialmente purificato dal proprio crimine grazie all'opera dell'alchimista Michael Sendivogius, "viveva" come "anima persa" nei panni del bibliotecario Jan Obrazek, viene risvegliato sotto forma di spok da parte di Nikolaus, che spera di riconvertire la sua anima al bene in modo da recuperare le proprie conoscenze perdute. Il tentativo non andrà a buon fine, e l'anima di Mydlar finirà definitivamente corrotta dal male.

### Nadjia
- Prima apparizione: Dampyr n.11

Strega e prima fidanzata di Kurjak al suo villaggio natio, verrà rapita e uccisa dagli sgherri della Temsek durante la sperimentazione del gas letale "Nemesis"; utilizzando i suoi poteri, riesce a mandare dall'aldilà un messaggio a Kurjak chiedendogli di vendicarlo.

### Zrcadlo
- Prima apparizione: Dampyr n.5

Collaboratore di Nikolaus. Per conquistare Lenya, la donna che amava, vendette il suo volto al diavolo, e da quel giorno assume le sembianze delle persone che vede. Sostituirà il Dampyr nel rituale atto a risvegliare il Golem, ingannando il mago Comenius che aveva sacrificato a un demone l'anima di Lenya.